# BA-093

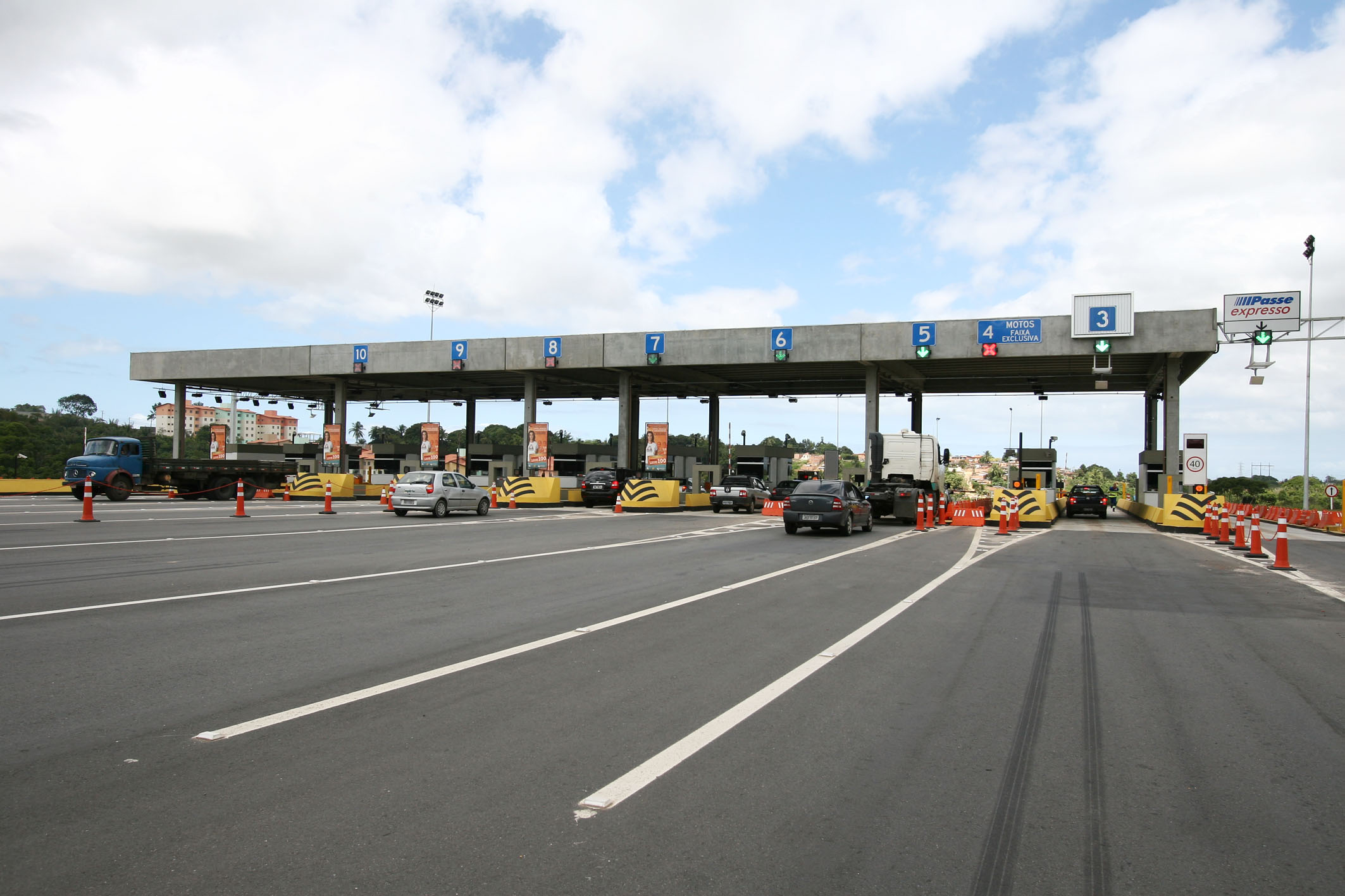
Praça de pedágio na rodovia

BA-093 é uma rodovia estadual que liga Simões Filho (Bahia), a partir do entroncamento com a BR-324, ao município de Entre Rios (Bahia), no entroncamento com a rodovia BR-101. Serve como principal via de acesso das cidades de Simões Filho, Camaçari, Pojuca, Lauro de Freitas, Candeias, Dias d'Ávila, Mata de São João, Araças e Entre Rios. Nos 121 km de estradas, foi feito a melhoria de acessos, conservação, manutenção e duplicação de trechos pela concessionária responsável pelo Sistema BA-093, Bahia Norte.
A rodovia é de vital importância para o estado, pois serve de circulação e distribuição de produtos e serviços da Bahia, interligando o Centro Industrial de Aratu (CIA), o Polo Industrial de Camaçari, o Terminal Portuário de Aratu e o Aeroporto Internacional de Salvador.